# Arancino

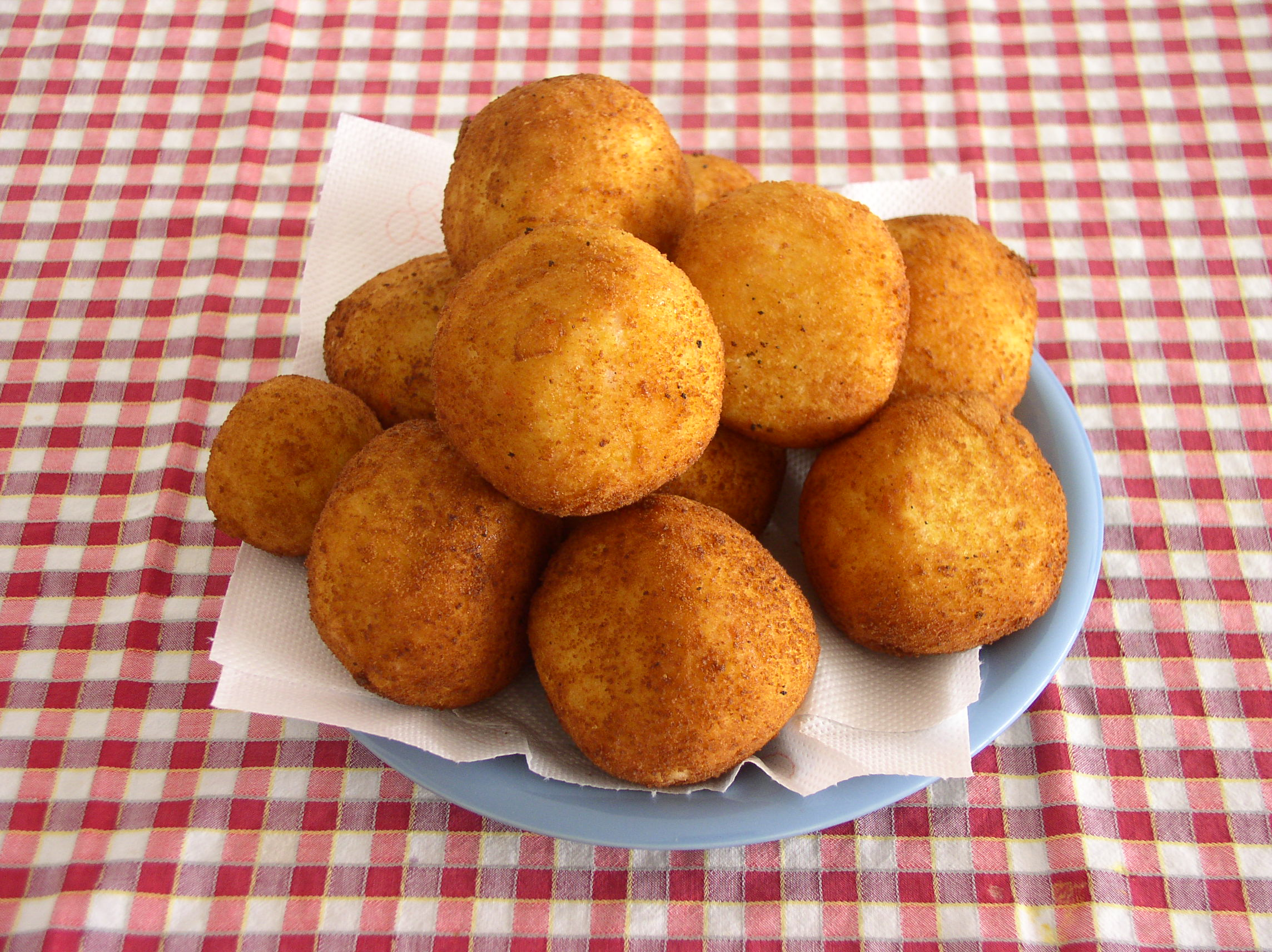
Arancini aus Palermo

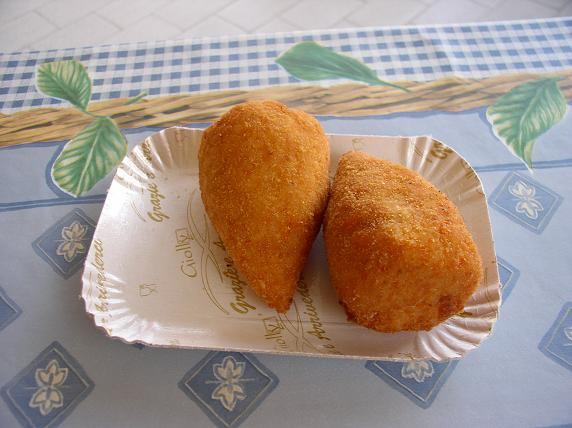
Arancini aus Ragusa

Ein Arancino (sizilianisch Arancinu oder Arancina, „kleine Orange“, Plural Arancini bzw. Arancine) ist ein frittiertes und gefülltes Reisbällchen. Arancini gehören unter anderem zur traditionellen sizilianischen Küche und werden je nach Provinz auch in konischer Form zubereitet.

## Zubereitung
Zur Zubereitung wird zunächst geschälter Rundkornreis wie beim Risotto in Brühe bissfest gegart und mit eingeweichten Safranfäden, etwas Butter, Parmesan oder Pecorino und Ei vermischt. 
Für die Füllung werden grob oder fein gehacktes Fleisch, Pancetta, Erbsen, Tomaten und Zwiebeln geschmort, bis die Masse stark eingedickt ist. Es können auch andere Zutaten wie z. B. würziger Käse, Pilze oder Geflügelleber verwendet werden. Oft werden Arancini auch ohne Speck oder ganz ohne Fleisch zubereitet. 
Wenn die Reismasse abgekühlt ist, wird sie portionsweise mit etwas Füllung zu mandarinen- bis pfirsichgroßen Bällchen geformt. Die Bällchen werden paniert, in Pflanzenöl frittiert und vorzugsweise heiß gegessen. Eine mögliche Abwandlung besteht darin, statt Pflanzenöl geklärte Butter zu verwenden.
Ein ähnliches Gericht sind die in der mittelitalienischen Region Latium bekannten Supplì.

## Trivia
Die Romanfigur Commissario Montalbano, Held einer auf Sizilien spielenden Krimiserie von Andrea Camilleri, ist ein bekennender Liebhaber dieses Gerichts.